# یواس‌اس آکونتیوس (ای‌جی‌پی-۱۲)
یواس‌اس آکونتیوس (ای‌جی‌پی-۱۲) (به انگلیسی: USS Acontius (AGP-12)) یک کشتی است که طول آن ۴۱۳ فوت (۱۲۶ متر) می‌باشد. این کشتی در سال ۱۹۴۳ ساخته شد.